# Mechanitis pannifera
Mechanitis pannifera är en fjärilsart som beskrevs av Butler 1877. Mechanitis pannifera ingår i släktet Mechanitis och familjen praktfjärilar. Inga underarter finns listade i Catalogue of Life.